# Ludovico Carracci
Ludovico (ali Lodovico) Carracci, italijanski zgodnje baročni slikar, bakrorezec in grafik, * 21. april 1555, Bologna, † 13. november 1619, Bologna.
Za njegova dela so značilni močno razpoloženje s širokimi gestami in migetajoča svetloba, kar ustvarja duhovno čustvo. Oživil je italijansko umetnost, še posebej umetnost fresk, ki je bila posledica manierizma. Umrl je v Bologni leta 1619.

## Življenje in delo
Sin mesarja, je Lodovico starejši bratranec slikarjev Annibale in  Agostino Carraccija. Bil je vajenec pri Prospero Fontani v Bologni in odpotoval v Firence, Parmo in Benetke, pred vrnitvijo v svoj rojstni kraj. Skupaj s svojima bratrancema jr delal v Bologni na freskantskrm ciklu, ki prikazuje zgodovino Jazona in Medeje (1584) v Palazzo Fava in Zgodovino Romula in Rema (1590-1592) v Palazzo Magnani. Njihovi posamezni prispevki v teh delih so nejasni, čeprav je bil Annibale 5 let mlajši od Ludovica, je zaslovel kot najboljši od vseh treh. To je pripeljalo do znamenitega naročila Annibaleju - Ljubezni bogov v Palazzo Farnese v Rimu. Agostino se je tam na kratko pridružil Annibaleju.
Medtem ko je Ludovico ostal v Bologni, to ne pomeni, da je bil nič manj vpliven, Lanzijeva biografija navaja, da je okoli leta 1585, Ludovico z bratranci ustanovil tako imenovano Eklektično slikarsko akademijo (imenovano tudi Accademia degli Incamminati. Novejše domneve kažejo, da ni bila ustanovljena akademija z učnim načrtom, ampak je Ludovico poučeval mnoge v svojem ateljeju. Ta šola umetnosti je postala ena najbolj naprednih in vplivnih ustanov te vrste v Italiji.  Lodovico jo je vodil naslednjih 20 let in v tem času s svojimi bratranci usposobil nekaj vodilnih italijanskih umetnikov mlajše generacije, zlasti Guida Renija in Domenichina.
Ta studio je pognal številne emilianske umetnike premoč v Rimu in drugod in povsod pomagal spodbuditi tako imenovano bolonjsko šolo poznega 16. stoletja, iz katere so bili Francesco Albani, Guercino, Andrea Sacchi, Reni, Giovanni Lanfranco in Domenichino. Carracciji so svoje vajence poučevali opazovati naravo in risati iz življenja ter uporabljati drznost pri oblikovanju osebnosti in v risanju s kredo. Med glavnimi Ludovicovimi učenci sta bila Giacomo Cavedone in Francesco Camullo.
Ludovico Carracci je naslikal številna dela v bolonjskih cerkvah in palačah in slikal sakralne motive s patetično postavljenimi liki.
- Dela Ludovica Carraccija
- Marija in otrok s svetniki
- Marijino oznanjenje
- Kristusovo spremenjenje
- Abraham in trije angeli